# Ne ítélj, hogy ne ítéltess! (Született feleségek)
A Ne ítélj, hogy ne ítéltess! (Everybody Ought to Have a Maid) a Született feleségek (Desperate Housewives) című amerikai filmsorozat száztizenötödik epizódja. Az Amerikai Egyesült Államokban először az ABC (American Broadcasting Company) adó vetítette 2009. október 25-én.

## Az epizód cselekménye
Gabrielle szülinapi partyt szervezett Juanitának, de eközben mindenki egy félreértett pillanat miatt azt beszélte hogy Gaby rossz anya.Susan és Mike este a polgárőrséget szervezte mej alatt Katherine kikezdett Mike-al.Este Julie felriasztott a Susant hogy valaki van a ház előtt és Julie kezéből kivette Susan a pisztolyt s Katherine megjesztettte s Susan vállonlőtte. Ezután mindenki rohant hogy mi történt s Bree kitárazta a pisztolyt.

## Mellékszereplők
- Richard Burgi - Karl Mayer
- Orson Bean - Roy Bender
- Tuc Watkins - Bob Hunter
- Kevin Rahm - Lee McDermott
- Aisha Hinds - Takarítónő
- Barbara Alyn Woods - Laura Miller
- Daniella Baltodano - Celia Solis
- Maria Cominis - Mona Clark
- Mackenzie Smith - Rachel Miller
- Cindy Lu - Kirstin
- Dennis Cockrum - Edző
- David Bickford - Coco, a bohóc
- Alyssa Shafer - 1. kislány
- Haley Tju - 2. kislány
- Rebecca Staab - Stephanie

## Mary Alice epizódzáró monológja
- A narrátor, Mary Alice monológja az epizód végén így hangzik (a magyar változat alapján):

"A vérünkben van, hogy ítélkezzünk a körülöttünk élők felett. Ha eleresztik a fülük mellett a kívánságainkat, azt gondoljuk tiszteletlenek. Ha nem figyelik a gyereküket árgus szemmel levonjuk a következtetést, hogy alkalmatlan szülők. Ha csaláson kapjuk őket feltételezzük, hogy ismerjük az indokaikat. De mi történik akkor, ha végre megállunk egy percre, hogy a saját életünket tegyük mérlegre? Fájó lehet hátratekinteni és látni, hogy mibe keveredünk bele és még annál is fájóbb rájönni, hogy nem áll szándékunkban kiszállni."

## Epizódcímek más nyelveken
- Angol: Everybody Ought to Have a Maid (Mindenkinek kell egy szobalány)
- Olasz: È facile giudicare (Ítélkezni könnyű)
- Német: Die ewigen Kritiker (Az örök kritikusok)